# Four à chanvre
Un four à chanvre est un four utilisé jadis dans certaines régions productrices de chanvre afin de le sécher pour faciliter, lors de la phase suivante, la séparation de la fibre et de l'écorce par broyage. 

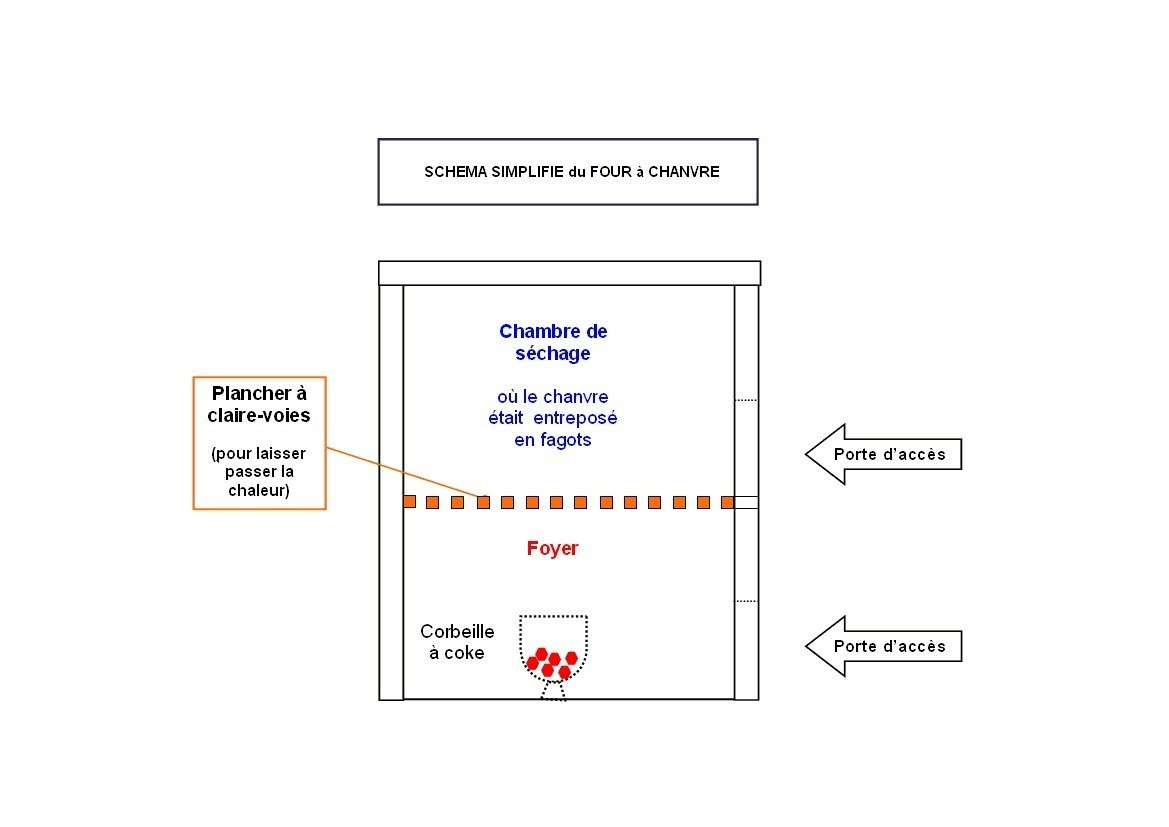
Four à chanvre - schéma.

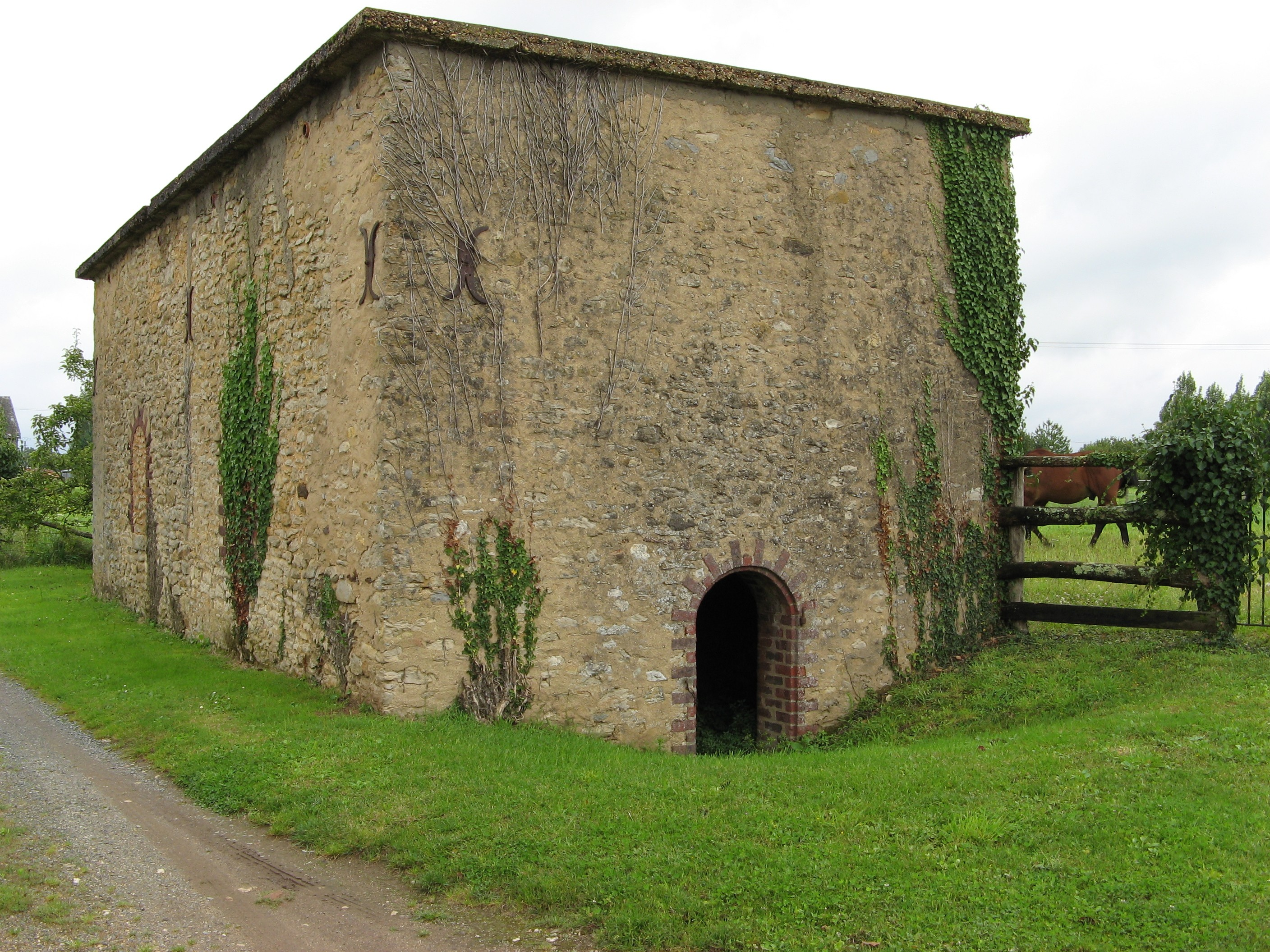
Four à chanvre de Teloché.

En Bretagne, le four à chanvre est un four à pain aménagé pour que la chaleur restant après la cuisson serve au séchage du chanvre, habituellement stocké dans une chambre au-dessus du four proprement dit, l'ensemble étant appelé four à chanvre à étage. Un bel exemplaire existe dans la commune de Saint-Brieuc-des-Iffs .
La Sarthe en possède également des spécimens intéressants, notamment sur la commune de Teloché.
Bréhemont en Indre-et-Loire, passe pour la commune française ayant possédé le plus de four à chanvre (plus de 150, dont une centaine sont encore visibles).
Le four à chanvre de la Corroirie du Liget (situé en Touraine entre Loches et Montrésor), a pu être la réaffection d'une ancienne prison.

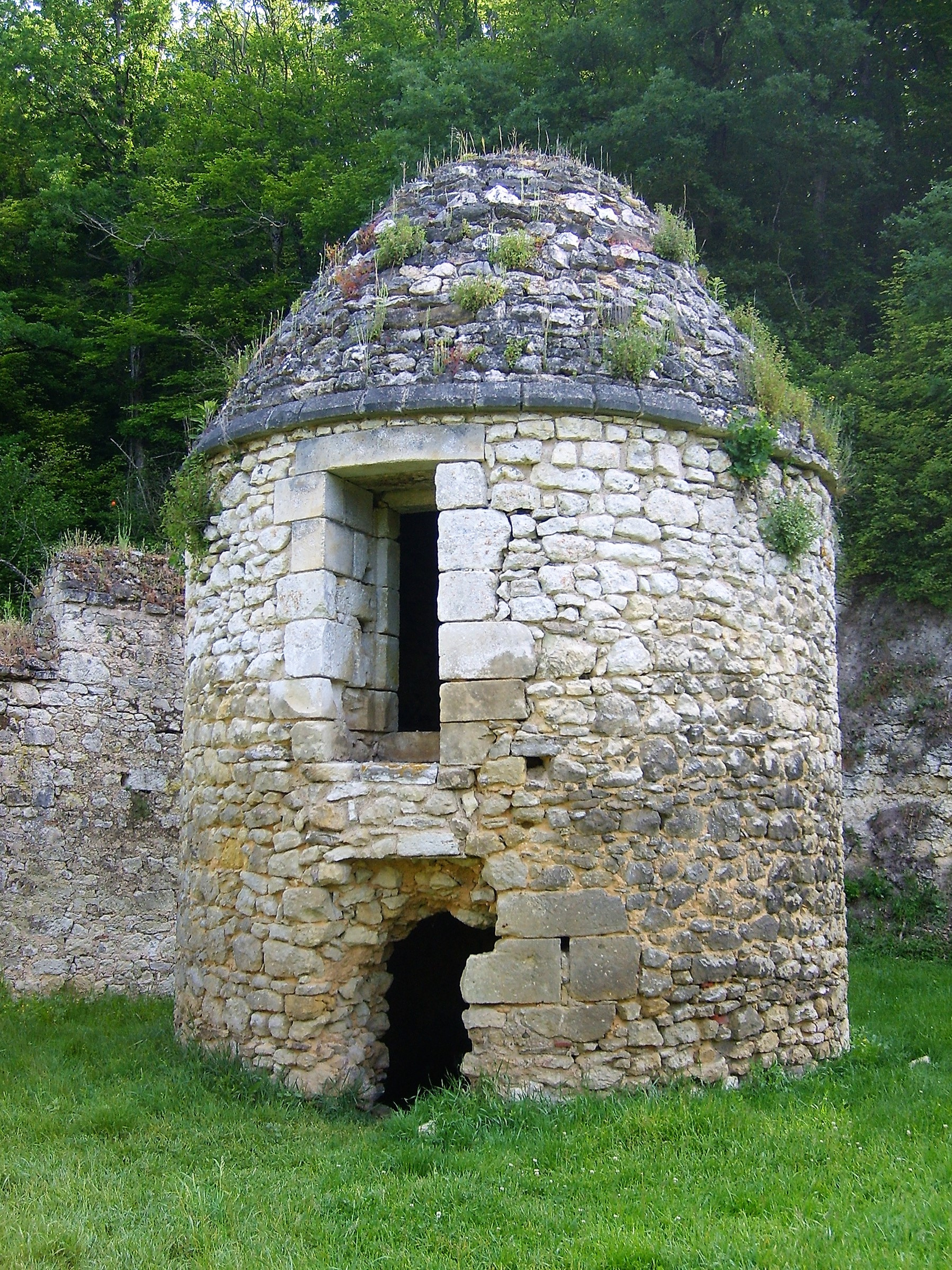
Four à chanvre de la Corroirie.